# Wolsk
Wolsk (russisch Вольск) ist eine Stadt in der russischen Oblast Saratow. Sie hat 66.508 Einwohner (Stand 14. Oktober 2010) und liegt an den Ufern der Wolga, 147 km nordöstlich der Gebietshauptstadt Saratow. Wolsk ist das Verwaltungszentrum des Rajons Wolsk.

## Geschichte

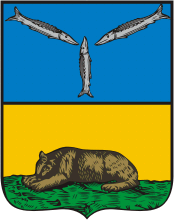
Wappen von 1780

Die Stadt wurde an der Mündung des kleinen Flusses Malykowka in die Wolga gegründet. 1690 wurde an dieser Stelle das große Dorf Malykowskaja (Малыковская) erwähnt. Am Ende des 17. Jahrhunderts erhielt ein Fürst A. L. Wjasemski diese Region als Landsitz geschenkt. Der Fürst sorgte für den Ausbau des Dorfes und förderte die Entwicklung des Dorfes zur Stadt Wolsk. 1780 erhielt die Stadt den Status einer Kreisstadt des Ujesds Wolgsk (der Name änderte sich im Laufe des 19. Jahrhunderts zum heutigen Namen Wolsk) im Gouvernement Saratow.
In der Zeit der Weimarer Republik gab es von 1922 bis 1933 eine geheime deutsch-sowjetische militärische Kooperation, die mit Tomka auch eine gemeinsame Schule für chemische Kriegsführung bei Wolsk beinhaltete (im heutigen Schichany). In Wolsk bestanden die beiden Kriegsgefangenenlager 137 und 265 für deutsche Kriegsgefangene des Zweiten Weltkriegs. Schwer Erkrankte wurden in den Kriegsgefangenenhospitälern 1691 und 5134 versorgt.

### Bevölkerungsentwicklung
| Jahr | Einwohner |
| ---- | --------- |
| 1897 | 27.058    |
| 1939 | 56.109    |
| 1959 | 63.422    |
| 1970 | 69.191    |
| 1979 | 65.749    |
| 1989 | 65.683    |
| 2002 | 71.124    |
| 2010 | 66.508    |

Anmerkung: Volkszählungsdaten

## Wirtschaft
Nach der Oktoberrevolution wurde Wolsk ein wichtiges Zentrum der Zementproduktion und blieb es bis heute. Daneben gibt es Maschinenbau, eine Brauerei sowie eine Textilfabrik.
Des Weiteren besteht in Wolsk eine Waffenfabrik, die unter anderem die russische Panzerabwehrlenkwaffe 9K135 Kornet produziert.

## Sehenswürdigkeiten
Wolsk besitzt ein Heimatmuseum mit einer Gemäldegalerie. Eine Besonderheit der Stadt sind die architektonischen Verzierungen der Steingebäude, die im Stil des russischen Klassizismus des 19. Jahrhunderts ausgeführt wurden. Darunter befinden sich das Haus des Händlers Menkowa (das heutige Heimatmuseum), eine Reihe ausgestalteter Hausnummern sowie die Kaufmannsvillen.

## Söhne und Töchter der Stadt
- Lew Rastorgujew (1769–1823), Unternehmer
- Konstantin von Kügelgen (1810–1880), deutschbaltischer Maler
- Alexander Jakowlew (1886–1953), Schriftsteller
- Michail Popow (1893–1955), Botaniker
- Pjotr Gruschin (1906–1993), Wissenschaftler, Flugzeug- und Raketenkonstrukteur
- Albert Leman (1915–1998), Komponist
- Wladimir Semenez (* 1950), Bahnradsportler und Olympiasieger
- Alexei Tschelyschew (* 1955), Politiker und Präfekt